# Mataruge, Prijepolje
Mataruge (izvirno srbsko Матаруге) je naselje v Srbiji, ki upravno spada pod Občino Prijepolje; slednja pa je del Zlatiborskega upravnega okraja.

## Demografija
V naselju živi 126 polnoletnih prebivalcev, pri čemer je njihova povprečna starost 38,5 let (39,0 pri moških in 38,1 pri ženskah). Naselje ima 45 gospodinjstev, pri čemer je povprečno število članov na gospodinjstvo 3,64.
Prebivalstvo je večinoma nehomogeno, a v času zadnjih treh popisov je opazno zmanjšanje števila prebivalcev.
|  |

| Demografija | Demografija     | Demografija     |
| Leto        | Št. prebivalcev | Št. prebivalcev |
| ----------- | --------------- | --------------- |
|             |                 |                 |
|             |                 |                 |
|             |                 |                 |
|             |                 |                 |
| 1948        | 414             |                 |
| 1953        | 443             |                 |
| 1961        | 495             |                 |
| 1971        | 463             |                 |
| 1981        | 420             |                 |
| 1991        | 199             | 199             |
| 2002        | 187             | 164             |
|             |                 |                 |

| Etnična sestava po popisu iz leta 2002 | Etnična sestava po popisu iz leta 2002 | Etnična sestava po popisu iz leta 2002 | Etnična sestava po popisu iz leta 2002 | Etnična sestava po popisu iz leta 2002 |
| -------------------------------------- | -------------------------------------- | -------------------------------------- | -------------------------------------- | -------------------------------------- |
| Muslimani                              | Muslimani                              |                                        | 82                                     | 50,0%                                  |
| Bošnjaki                               | Bošnjaki                               |                                        | 73                                     | 44,51%                                 |
| Neznano                                | Neznano                                |                                        | 6                                      | 3,65%                                  |